# أحمد بن المبارك العطار
احمد بن المبارك العطار القسنطيني هو الشيخ أحمد بن عمر بن أحمد بن محمد بن العطار الملقب بابن المبارك،رجل دين ومؤرخ جزائري قسنطيني المولد ميلي الاصل، ولد بقسنطينة سنة 1204هـ 1790م انتقل إلى ميلة صغيرا ونشأ بين أخواله بني العطار ودرس في زاويتهم العائلية مبادئ العلوم ومن ثَمّ رجع إلى مسقط رأسه قسنطينة لأخذ العلم من شيوخها، واشتغل بتجارة الحرير والعطور.

تقلد عد ة مناصب فكان مدرسا ومفتي في الجامع الكبير وله حلقة علم،كما تولى تدريس التوحيد في مدرسة قسنطينة الدولية سنة 1850م وعين بالمجلس الشرعي الإسلامي المحلي.

## شيوخه
- الشيخ العلامة المحدث المقرئ أبو العباس احمد بن سعيد العباسي كان أبرز مدرسيه وخلفه بعد وفاته في منصب الفتوي والتدريس في الجامع الكبير.
- العلامة أبو راشد عمار الراشدي المعروف بالغربي
- عمار الميلي
- أبي عبد الله محمد العربي بن عيسي القسنطيني
- الشيخ أبو منصور عمار الشريف القسنطيني
- و كان الشيخ أثناء رحلاته التجارية إلى تونس يتردد على جامع الزيتونة ويحضر حلقات العلم خاصة في العلوم الشرعية واللغوية.[3]

## مؤلفاته
- تاريخ بلد قسنطينة.
- سلم الوصول في الصلاة على الرسول
- حاشية على منظومة الجوهر المكنون في البلاغة
- سيرة شيوخ المخاليف أصحاب الحوز الشريف

## وفاته
توفي الشيخ سنة 1287هـ 1871م ميلادية بقسنطينة ودفن بزاوية الشيخ الزواوي بحَذَاءِ جبل شطابة